# Érica Hindrikson
Erica Hindrikson (paulista) é uma maestra brasileira, formada pela UNESP, que teve como principal mentor o maestro Eleazar de Carvalho. Vencedora de concursos latino americanos, trabalhou na Orquestra Experimental de repertório,  Banda Sinfônica do Estado de São Paulo, Coro Lírico do Theatro Municipal de São Paulo,  e atualmente rege a Orquestra Sinfônica Jovem Municipal de São Paulo, da Escola Municipal de Música de São Paulo. Como convidada,  já esteve à frente de importantes grupos como Orquestra Sinfônica do Chile, Orquestra Sinfônica de Lara (Venezuela), Orquestra Sinfônica Municipal de São Paulo,  Orquestra Sinfônica de Piracicaba, Orquestra Jazz Sinfônica,  Orquestra Sinfônica da USP, OSPA, Orquestra Sinfônica de Piracicaba, dentre outras, além de reger em 2017/2018 a temporada de "A canção da Terra", dirigida por Yoshi Oida, no sesc Pinheiros. É uma das primeiras e poucas maestras brasileiras que regem orquestras sinfônicas no Brasil.

## Biografia
Estudou piano e teoria musical desde os 9 anos de idade, concluindo-os no Conservatório Musical Beethoven em 1989. Realizou seus estudos de trompa na Escola Municipal de Música de São Paulo e de composição e regência na Universidade Estadual Paulista (UNESP).
Foi selecionada pela Organização dos Estados Americanos (OEA) para representar o Brasil em três ocasiões no Curso Interamericano para Jovens Regentes de Orquestra, entre 1993 e 1995, na Venezuela.
Foi aluna de músicos como Eleazar de Carvalho, Naomi Munakata, Osvaldo Lacerda e Roberto Duarte entre outros.
Em 1996, através de concurso, assumiu a vaga de regente assistente da Orquestra Experimental de Repertório. Foi regente titular do Coral Bandeirante do Estado de São Paulo (hoje extinto) e também venceu o primeiro concurso de regência da Orquestra Sinfônica do Chile, em 1997. Em várias ocasiões também atuou como convidada em orquestras como a Orquestra Jazz Sinfônica, a Orquestra Sinfônica Nacional da Universidade Federal Fluminense (OSN-UFF), Camerata Antiqua de Curitiba, Orquestra Sinfônica Municipal de São Paulo,entre outras orquestras brasileiras e de outros países latino-americanos.
De 2000 a 2006 ministrou aulas de teoria e percepção musical na Universidade Livre de Música Tom Jobim em São Paulo, e de 2001 a início de 2009 foi maestrina assistente da Banda Sinfônica do Estado de São Paulo.
No início de 2009 foi convidada a trabalhar como maestrina assistente do coral lírico do Theatro Municipal de São Paulo, onde permaneceu até abril de 2012, quando, a convite, assumiu o cargo de regente da Orquestra Sinfônica Jovem Municipal de São Paulo, na Escola Municipal de Música de São Paulo. Em 2019 assumiu a direção e coordenação da Escola, permanecendo no cargo até 2021.